# Conclave de 1592
El conclave papal de 1592, celebrat entre el 10 i el 30 de gener, elegí el papa Climent VIII com a successor d'Innocenci IX.

## Mort d'Innocent IX
El papa Innocenci IX va morir el 30 de desembre de 1591, només dos mesos després que s'iniciés el seu pontificat. Això va crear la quarta seu vacant en un any i mig des de la mort del papa Sixt V, que havia mort el 27 d'agost de 1590. Va ser succeït per Urbà VII (15 de setembre - 27 de setembre de 1590), Gregori XIV (desembre 5, 1590 - 16 d'octubre de 1591) i Innocenci IX (del 29 d'octubre al 30 de desembre de 1591), de manera que el conclave papal de gener de 1592 va ser el quart en només disset mesos. No s'havia produït cap situació semblant des de 1276-1277.

## Participants
Cinquanta quatre del seixanta quatre cardenals participaren en el conclave:
- Alfonso Gesualdo (creat cardenal e 26 de febrer de 1561) – Cardenal Bisbe d'Òstia i Velletri; Degà del Sacre Col·legi de Cardenals; Prefecte de la S.C. de Cerimònies; Prefecte de la S.C. dels Ritus; Cardenal protector del Regne de Portugal i del Regne de Sicília
- Innico d'Avalos d'Aragona, O.S.Iacobis. (26 de febrer de 1561) – Cardenal Bisbe de Porto i Santa Rufina; Sotsdegà del Sacre Col·legi de Cardenals
- Marco Antonio Colonna (12 de març de 1561) – Cardenal Bisbe de Palestrina; Bibliotecari de la Santa Església Romana
- Tolomeo Gallio (12 de març de 1561) – Cardenal Bisbe de Frascati
- Gabriele Paleotti (12 de març de 1561) – Cardenal Bisbe de Sabina; Arquebisbe de Bolonya
- Michele Bonelli, O.P. (6 de març de 1566) - Cardenal Bisbe d'Albano; Prefecte de la S.C. de Bisbes i Regulars; Cardenal protector de l'orde de Predicadors
- Markus Sitticus von Hohenems (26 de febrer de 1561) - Cardenal prevere de S. Maria in Trastevere; Cardenal Protoprevere del Sacre Col·legi de Cardenals; Arxpritest de la Basílica Patriarcal Laterana
- Ludovico Madruzzo (26 de febrer de 1561) - Cardenal prevere de S. Lorenzo in Lucina; Bisbe de Trento; Cardenal protector d'Alemanya i Espanya
- Girolamo Simoncelli (22 de desembre de 1553) - Cardenal prevere de S. Prisca; Administrador del bisbat d'Orvieto
- Giulio Antonio Santori (17 de maig de 1570) - Cardenal prevere de S. Bartolomeo all'Isola; Gran Inquisidor de la Suprema S.C. de la Inquisició Romana i Universal; Arquebisbe de Santa Severina; Cardenal protector de l'orde de Frares Menors Caputxins i de l'Església Catòlica Grega
- Girolamo Rusticucci (17 de maig de 1570) - Cardenal prevere de S. Susanna; Vicari General de Roma; Camarleng del Sacre Col·legi de Cardenals; Cardenal protector de l'orde del Cister
- Nicolas de Pellevé (17 de maig de 1570) - Cardenal prevere de S. Prassede; Arquebisbe de Sens i Arquebisbe de Reims; Cardenal protector d'Irlanda
- Pedro de Deza (21 de febrer de 1578) - Cardenal prevere de S. Girolamo degli Schiavoni
- Alessandro Ottaviano de' Medici (12 de desembre de 1583) - Cardenal prevere de SS. Giovanni e Paolo; Arquebisbe de Florència
- François de Joyeuse (12 de desembre de 1583) – Cardenal prevere de SS. Trinita al Monte Pincio; Arquebisbe de Tolosa; Cardenal protector del Regne de França
- Giulio Canani (12 de desembre de 1583) - Cardenal prevere de S. Anastasia; Bisbe de Mòdena
- Anton Maria Salviati (12 de desembre de 1583) – Cardenal prevere de S. Maria della Pace
- Agostino Valier (12 de desembre de 1583) - Cardenal prevere de S. Marco; Bisbe de Verona
- Vincenzo Lauro (12 de desembre de 1583) - Cardenal prevere de S. Clemente; Bisbe de Mondovi; Cardenal protector d'Escòcia
- Filippo Spinola (12 de desembre de 1583) - Cardenal prevere de S. Sabina; Legat a Spoleto
- Jerzy Radziwiłł (12 de desembre de 1583) – Cardenal prevere de S. Sisto; Bisbe de Cracòvia
- Scipione Lancellotti (12 de desembre de 1583) - Cardenal prevere de S. Salvatore in Lauro; Secretari dels Breus Apostòlics
- Enrico Caetani (18 de desembre de 1585) – Cardenal prevere de S. Pudenziana; Camarlenc de la Santa Església Romana; Patriarca Llatí d'Alexandria; Prefecte de la Congregació per a Afers Francesos
- Giovanni Battista Castrucci (18 de desembre de 1585) - Cardenal prevere de S. Maria in Aracoeli
- Domenico Pinelli (18 de desembre de 1585) - Cardenal prevere de S. Crisogono; Arxiprest de la Basílica Patriarcal Liberiana; legat Papal a Perussa i Umbria; Cardenal protector de l'orde carmelita
- Ippolito Aldobrandini (18 de desembre de 1585) - Cardenal prevere de S. Pancrazio; Gran penitentier. Elegit papa amb el nom de Climent VIII
- Girolamo della Rovere (16 de novembre de 1586) - Cardenal prevere de S. Pietro in Vincoli; Arquebisbe de Torí
- Girolamo Bernerio, O.P. (16 de novembre de 1586) - Cardenal prevere de S. Maria sopra Minerva; Bisbe de Ascoli-Piceno; Cardenal protector de l'orde dels Servites
- Antonio Maria Gallio (16 de novembre de 1586) - Cardenal prevere de S. Agnese in Agone; Bisbe d'Osimo
- Costanzo Buttafoco da Sarnano, O.F.M.Conv. (16 de novembre de 1586) – Cardenal prevere de S. Pietro in Montorio
- Benedetto Giustiniani (16 de novembre de 1586) - Cardenal prevere de S. Marcello; Prefecte del Tribunal de la Signatura Apostòlica de Gràcia; Legat a les Marques; Vice-protector del Regne de França
- William Allen (7 d'agost de 1587) – Cardenal prevere de S. Silvestro a Martino ai Monti
- Scipione Gonzaga (18 de desembre de 1587) – Cardenal prevere de S. Maria del Popolo; Patriarca Llatí de Jerusalem
- Antonio Maria Sauli (18 de desembre de 1587) - Cardenal prevere de S. Stefano al Monte Celio
- Giovanni Evangelista Pallotta (18 de desembre de 1587) - Cardenal prevere de S. Mateo in Merulana; Arxiprest de la basílica Patriarcal Vaticana
- Giovan Francesco Morosini (15 de juliol de 1588) - Cardenal prevere de S. Maria in Via; Bisbe de Brescia; Cardenal protector d'Hongria
- Francesco Maria Del Monte (December 14, 1588) – Cardenal prevere de SS. Quirico e Giulitta
- Agostino Cusani (December 14, 1588) – Cardenal prevere de S. Lorenzo in Pansiperna
- Mariano Pierbenedetti (20 de desembre de 1589) - Cardenal prevere de SS. Marcellino e Pietro
- Gregorio Petrocchini, O.E.S.A. (20 de desembre de 1589) – Cardenal prevere de S. Agostino
- Paolo Emilio Sfondrati (19 de desembre de 1590) – Cardenal prevere de S. Cecilia; Legat a latere a Bolonya i Romagna; Prefecte del Tribunal Suprem de la Signatura Apostòlica de Justícia
- Ottavio Paravicini (6 de març de 1591) – Cardenal prevere de S. Giovanni a Porta Latina; Bisbe d'Alessandria
- Andreas von Österreich (19 de novembre de1576) – Cardenal diaca de S. Maria Nuova; Cardenal Protodiaca del Sacre Col·legi de Cardenals; Bisbe de Constança i bisbe de Brixen; Cardenal protector d'Àustria
- Simeone Tagliavia d'Aragonia (12 de desembre de 1583) – Cardenal diaca de S. Maria degli Angeli; Vice-protector del Regne d'Espanya
- Francesco Sforza di Santa Fiora (12 de desembre de 1583) - Cardenal diaca de S. Maria in Via Lata; Legat a la Romanya
- Alessandro Peretti Montalto Damasceni (May 13, 1585) - Cardenal diaca de S. Lorenzo in Damaso; Vice-Canceller de la Santa Església Romana; Legat a Bolonyaa; Cardenal protector del Regne de Polònia; Cardenal protector dels ordes benedictí i celestí
- Girolamo Mattei (16 de novembre de 1586) - Cardenal diaca de S. Eustachio; Prefecte de la S.C. del Concili Tridentí
- Ascanio Colonna (16 de novembre de 1586) – Cardenal diaca de S. Maria in Cosmedin
- Federico Borromeo (18 de desembre de 1587) – Cardenal diaca de S. Nicola in Carcere Tulliano
- Guido Pepoli (20 de desembre de 1589) – Cardenal diaca de SS. Cosma e Damiano
- Ottavio d'Aquaviva (6 de març de 1591) – Cardenal diaca de S. Giorgio in Velabro; Legat a Campagna i Marittima
- Odoardo Farnese (6 de març de 1591) – Cardenal diaca de S. Adriano
- Flaminio Piatti (6 de març de 1591) – Cardenal diaca de S. Maria in Domnica
- Giovanni Antonio Facchinetti de Nuce (18 de desembre de 1591) – Cardenal diaca sense cap diaconia assignada; Cardenal-nebot; Secretari d'Estat i Superintendent General dels Estats Pontificis

Vint-i-tres electors havien estat creats per Sixt V, tretze per Gregori XIII, set per Pius IV, cinc per Gregori XIV, quatre per Pius V, un per Innocenci IX i un per Juli III.

### Cardenals absents
Déu cardenals no van assistir al conclave:
- Gaspar de Quiroga y Vela (15 de desembre de 1578) – Cardenal prevere de Santa Balbina; Arquebisbe de Toledo; Inquisidor General de la Inquisició espanyola
- Rodrigo de Castro Osorio (12 de desembre de 1583) – Cardenal prevere de Sants XII Apostoli; Arquebisbe de Sevilla
- Philippe de Lenoncourt (16 de novembre de 1586) – Cardenal prevere de Sant Onofrio; Prefecte de la S.C. de l'Índex
- Pierre de Gondi (18 de desembre de 1587) – Cardenal prevere de Sant Silvestro in Capite; Bisbe de Paris
- Filippo Sega (18 de desembre de 1591) – Cardenal prevere sense cap títol assignat; Bisbe de Piacenza; Legat a França
- Albrecht VII Habsburg (March 3, 1577) – Cardenal diaca de S. Croce in Gerusalemme; Inquisidor General de la Inquisició portuguesa; Virrei de Portugal
- Charles III de Bourbon de Vendôme II (12 de desembre de 1583) – Cardenal diaca sense cap diaconia assignada; Arquebisbe de Rouen
- Andrzej Batory (July 4, 1584) – Cardenal diaca de S. Angelo in Pescheria; Bisbe de Warmia
- Hughes de Loubenx de Verdalle, O.S.Io.Hieros. (18 de desembre de 1587) – Cardenal diaca de S. Maria in Portico; Gran Mestre dels Cavallers Hospitalers
- Charles III de Lorraine-Vaudémont (20 de desembre de 1589) – Cardenal diaca de S. Agata in Suburra; Bisbe de Metz; Legat a Lorrena

Quatre electors havien estat creats per Sixt V, cinc per Gregori XIII i un per Innocenci IX.

## Divisions al Sacre Col·legi i els principals candidats
El Sacre Col·legi de Cardenals estava dividit en diverses faccions. La més forta d'ells era la facció espanyola amb Madruzzo com a líder no oficial, que recolzaven els interessos del rei Felip II d'Espanya. El seu candidat era Giulio Antonio Santori, cap de la Inquisició romana, anomenat «cardenal S. Severina». La seva candidatura estava recolzada també pel partit "Sixtí", que incloïa els antics favorits i el cercle del Papa Sixt V; el seu líder era el cardenal-nebot de Sixt, Alessandro Peretti de Montalto, vicecanceller de l'Església. Montalto va recolzar a Santori com una maniobra tàctica, tot i que el seu veritable candidat era Ippolito Aldobrandini. També hi havia un grup de cardenals que s'oposaven obertament a Santori. La majoria eren els cercles antics de Gregori XIII i Pius IV i els seus líders eren Sforza, von Hohenems i Colonna.
Atès que en els dos últims conclaves els candidats amb el suport d'Espanya havien guanyat, en general es pensava que també aquesta vegada l'únic papabile pro-espanyol tenia perspectives de guanyar l'elecció. A més de Santori, només Madruzzo, Tolomeo Gallio, Paleotti, Colonna i Aldobrandini eren acceptables per a Espanya i semblava clar que el nou Papa seria un d'aquests.

## El conclave
El conclave va començar el 10 de gener de 1592. L'endemà al matí, Madruzzo i Montalto, juntament amb els seus partidaris, van intentar elegir Santori per aclamació, però el seu pla fracassà a causa de la forta oposició d'Hohenems i el seu partit. Després es van seguir els procediments normals de votació. Cada dia es va fer una votació, amb els següents resultats:
- 11 de gener – Santori – 28, Aldobrandini - 11
- 12 de gener – Santori – 23, Aldobrandini - 18
- 13 de gener – Santori – 23, Aldobrandini - 18
- 14 de gener – Santori – 24, Aldobrandini - 9
- 15 de gener – Santori – 21, Aldobrandini - 13
- 16 de gener – Santori – 22, Aldobrandini - 13
- 17 de gener – Santori – 23, Aldobrandini - 13
- 18 de gener – ?
- 19 de gener – Santori – 23, Aldobrandini - 12
- 20 de gener – Santori – 22, Aldobrandini - 15
- 21 de gener – Santori – 23, Aldobrandini - 17
- 22 de gener – Santori – 23, Aldobrandini - 12
- 23 de gener – Madruzzo – 21, Santori – 18
- 24 de gener – Santori – 18, Aldobrandini i Madruzzo – 16 cadascun
- 25 de gener – Santori i Aldobrandini – 19 each
- 26 de gener – Santori – 18, Madruzzo - 16
- 27 de gener – Santori – 21, Madruzzo – 16
- 28 de gener – Aldobrandini – 17, Santori i Madruzzo – 15 cadascun
- 29 de gener – Santori – 17, Aldobrandini – 16

Santori va rebre el major nombre de vots en gairebé tots els escrutinis, però no va aconseguir assegurar la majoria requerida de dos terços i el suport per a ell va disminuir gradualment. Finalment, el 29 de gener, el cardenal Montalto va decidir canviar per donar suport a la candidatura d'Ippolito Aldobrandini i va aconseguir vots significatius per a ell. Madruzzo va acceptar llavors que l'oposició contra ell era massa forta i també va canviar a Aldobrandini com a més acceptable que Santori. Aquest va ser el moment decisiu d'aquest conclave.

### L'elecció de Climent VIII
El 30 de gener de 1592, el cardenal Ippolito Aldobrandini va ser elegit per unanimitat al papat i va prendre el nom de Clement VIII. El 2 de febrer, va ser consagrat a l'episcopat pel cardenal Alfonso Gesualdo, bisbe d'Ostia i Velletri i degà del Col·legi dels cardenals. Set dies després va ser solemnement coronat pel cardenal protodiaca Francesco Sforza di Santa Fiora. i el 12 d'abril prengué possessió de la basílica Laterana.